# 구대언
구대언(具大彦, 1955년 1월 20일 ~ )은 대한민국의 제1·3대 부산광역시의원이었다.

## 학력
- 신호국민학교 졸업
- 경일중학교 졸업
- 동래고등학교 중퇴
- 방송통신고등학교 졸업
- 한국방송통신대학교 행정학과 학사 졸업

### 비학위 수료
- 경남공업전문대학교 경영학과 수료
- 부산대학교 행정대학원 행정학 석사 졸업
- 부산수산대학교 산업대학원 수료
- 동아대학교 일반대학원 행정학 석사 졸업
- 동아대학교 일반대학원 정치학 박사 과정 수료

## 경력
- 김해군 4-H 연합회 부회장
- 1987 서울올림픽 그리이스 성화봉송 국민대표
- 경상남도 의창군 수산업협동조합 대의원
- 북부산 청년회의소 회원
- 강서구 농·어민 후계자 협의회 회장
- 녹산동 체육회 이사
- 강서구 방위협의회 위원
- 전국 어민보상 대책위원회 위원장
- 녹산중학교 육성회 부회장
- 건국고등학교 육성회 회장
- 민주자유당 중앙상무위원
- 민주자유당 부산시당 강서구 지구당 고문
- 2002아시안게임 부산광역시 유치추진위원회 위원
- 민주평화통일자문회의 강서구 자문위원
- 녹산동 새마을금고 이사장
- 1991.07 ~ 1995.06 제1대 부산직할시의회 의원
- 제1대 부산직할시의회 재무 산업위원회 간사
- 제1대 부산직할시의회 예산결산특별위원회 간사
- 제1대 부산직할시의회 운영위원회 위원
- 1998.07 ~ 2002.06 제3대 부산광역시의회 의원
- 제3대 부산광역시의회 항만수산위원회 위원
- 제3대 부산광역시의회 행정교육위원회 위원
- 부산광역시 의정회 운영위원
- 부산광역시 강서구 팔각회 부회장
- 대지수산 대표
- 2003.03 ~ 2006.08 동의대학교 행정학과 겸임 교수
- 2006.03 ~ 2007.03 인제대학교 행정학과 전임 강사
- 부산교육대학교 강사

## 수상
- 전국 농·어민 청소년 대상 수상
- 전국 농·어민대회 후계자 대회 대통령 표창

## 역대 선거 결과
|  | 41.7% |

|  | 36.47% |

|  | 37.72% |

|  | 27.07% |

|  | 8.44% |